# Sékou Touré (officier général)
Pour les articles homonymes, voir Sékou Touré et Touré.
 (août 2018).
Si vous disposez d'ouvrages ou d'articles de référence ou si vous connaissez des sites web de qualité traitant du thème abordé ici, merci de compléter l'article en donnant les références utiles à sa vérifiabilité et en les liant à la section « Notes et références ».
Sékou Touré, né le 1er mai 1956 à Odienné, est un officier et diplomate ivoirien. Il a été chef d'état-major des forces armées de Côte d'Ivoire de  janvier à décembre 2018, au grade de général de corps d'armée. Il est, depuis 2019, ambassadeur de Côte d'ivoire au Sénégal.

## Carrière
Né le 1er mai 1956 à Odienné, Sékou Touré  intègre en 1978 à l’École des Forces armées de Bouaké, dans la même promotion que le futur général de corps d'armée Philippe Mangou. Il en sort en 1980 avec le grade de sous-lieutenant. 
De 1980 à 1981, il suit formation à l'Application d'infanterie de Montpellier, en France puis obtient le brevet d'instructeur commando à Mont-Louis. À son retour en Côte d'Ivoire, il est promu lieutenant.  
Il exerce alors les fonctions de commandant de brigade des élèves sous-officiers d’active à l'École des forces armées à Bouaké, de 1981 à 1982. De 1982 à 1984, il est commandant de brigade des élèves officiers d’active dans le même établissement. 
En 1985, il retourne en France et suit les cours de capitaine d'infanterie à Montpellier. 
Il exerce la fonction de commandant de la division d’instruction militaire à l'École militaire préparatoire technique à Bingerville de 1984 à 1987. De 1987 à 1992, il est commandant de compagnie à la garde républicaine à Yamoussoukro. Il suit les cours d’état-major à Bouaké en 1989. 
Promu commandant en 1992, il devient chef du groupement de la garde républicaine de Yamoussoukro de 1992 à 1993. De 1993 à 1995, il est adjoint au chef de bureau personnel de l’état-major à Abidjan. 
En 1996, il intègre l'École supérieure de guerre à Paris. À son retour, il exerce les fonctions de commandant de la division de formation des officiers  à l'École des forces armées à Bouaké, de 1996 à 1998. De 1998 à 1999, il est adjoint au chef du cabinet militaire au ministère de la Défense à Abidjan. 
En 1999, il est promu lieutenant-colonel et suit un stage d'opérations civilo-militaires en maintien de la paix au centre Pearson,  au Canada. De 2000 à 2002, commande l’École militaire préparatoire technique de Bingerville. En 2002, il suit plusieurs stages, notamment le stage nouveau partenariat du maintien de la paix (centre Pearson), ainsi qu'un séminaire sur les modules de formation en maintien de la paix des Nations unies au Kenya. Il effectue un stage UNTAT sur le maintien de la paix, le désarmement, la démobilisation et la réinsertion à l'École de maintien de la paix de Zambakro. 
De 2002 à 2004, il commande de l’École de maintien de la paix de Zambakro. De 2004 à 2011, il est commandant de l’École des forces armées (Abidjan puis Zambakro). En 2005, il est promu colonel et, en 2006, il intègre l'Institut des hautes études et de défense de Paris. Il finit sa formation 2008 et est promu colonel-major. En 2010, il est promu général de brigade et commande, de 2011 à 2013, les forces terrestres ivoiriennes.
De mars 2013 à janvier 2017, il est chef d'état-major général adjoint chargé des opérations, en 2016 il est promu général de division et est depuis 2014 président du Fonds de prévoyance militaire (FPM). 
Le 9 janvier 2017, il est nommé chef d'état-major des armées en remplacement du général Soumaila Bakayoko, limogé après une mutinerie de l'armée ivoirienne. Il est le onzième CEMA du pays. Le 20 décembre 2017, il est promu général de corps d'armée. 
Le 28 décembre 2018, il quitte l'armée ivoirienne et est remplacé par le général de division Lassina Doumbia, anciennement chef d'état-major des armées adjoint et commandant des forces spéciales. Il est nommé ambassadeur de la Côte d'Ivoire au Sénégal en 2019 par le président Alassane Ouattara.